# グーフィーのダンス教室
『グーフィーのダンス教室』（原題：How to Dance）は、ウォルト・ディズニー・プロダクション（現：ウォルト・ディズニー・カンパニー）が製作した1953年7月11日公開のアニメーション短編映画作品。グーフィーの短編映画シリーズの第46作目である。

## あらすじ
ホールにいても壁の花状態であるグーフィーが一念発起して、ダンスの練習を始めるがさぁ大変・・・。

## スタッフ
- 製作：ウォルト・ディズニー
- 監督：ジャック・キニー
- 作画：ジョージ・ニコラス、ジョン・シブレー、エド・アーダル
- 効果：ブレイン・ギブソン
- 脚本：ミルト・シェーファー、ディック・キニー
- 美術：ブルース・ブッシュマン
- 背景：クラウド・コート
- 音楽：ジョセフ・S・デュビン

## キャスト
| キャラクター | 原語版               | 旧吹き替え版 | 新吹き替え版 |
| ------------ | -------------------- | ------------ | ------------ |
| グーフィー   | ピント・コルヴィッグ | 小山武宏     | 島香裕       |
| ナレーター   |                      | 江原正士     | 大平透       |